# Acceso privado a Internet
Private Internet Access (PIA) es un servicio VPN que permite a los usuarios conectarse a múltiples ubicaciones.  En noviembre de 2019, fue comprada por Kape Technologies, que pertenece al magnate israelí Teddy Sagi.

## Empresa
El director ejecutivo de Private Internet Access (y su empresa matriz, London Trust Media, Inc.) es Ted Kim. La empresa fue fundada por Andrew Lee. Lee lanzó PIA para encontrar una forma de evitar que Internet Relay Chat (IRC) filtrara direcciones IP.
El 18 de noviembre de 2019, Private Internet Access anunció que se fusionaría con Kape Technologies, que opera tres servicios VPN competidores: Cyberghost, ExpressVPN y Zenmate. Algunos usuarios se opusieron a la compra porque la barra de herramientas del navegador previamente desarrollada por Kape (cuando se llamaba Crossrider), venía con programas peligrosos o no deseados.

## Historia
Private Internet Access fue fundada en 2010 por la empresa matriz London Trust Media y el empresario Andrew Lee. La empresa se fundó a partir del interés de Lee en implementar la privacidad. El objetivo de la empresa es crear la "próxima VPN" y, con ese fin, han abierto su software de cliente para que cualquiera lo use. Durante la adquisición de Kape Technologies, PIA tuvo que asegurar a sus usuarios que la privacidad y la seguridad seguirían siendo la principal prioridad de la empresa mientras continuaban trabajando bajo el paraguas de Kape. Pero debido a la historia de Kape Technologies, se ha perdido mucha confianza en PIA.
Después de su compra por Kape Technologies, Private Internet Access se convirtió en uno de los muchos productos de software de privacidad de la empresa. Kape Technologies adquirió Private Internet Access para "expandir agresivamente su presencia en América del Norte" a través de la adquisición de varios otros servicios de VPN.

## Recepción
En una revisión de TechRadar de 2021 calificó a Private Internet Access con 4 de 5 estrellas y lo describió como "una gran VPN por el dinero". Según la revisión, sus características más notables incluían la eliminación de restricciones de servicios de transmisión como Netflix, Prime Video y Disney+.
PIA también recibió críticas positivas de Tom's Guide en noviembre de 2021, citando las funciones de abandono del servicio, la compatibilidad con torrents y la política de "no registro". Tom's Guide encontró que las velocidades de PIA eran promedio para los servicios de VPN y dijo que una auditoría de terceros aumentaría la confiabilidad del servicio.
En una prueba de diciembre de 2021, PCMag descubrió que PIA redujo las velocidades de carga y descarga “en solo un 10,9 % y un 19,4 %, respectivamente", la caída más pequeña en la velocidad de cualquier VPN que el Post probó en ese momento. PCMag elogió la selección del servidor, el límite de conexión (10 dispositivos) y la aplicación de PIA, pero señaló que el servicio no ha sido probado por un tercero.
En 2022, PIA invitó a la firma de auditoría Deloitte a auditar su política de no registros y su red de servidores VPN. Después de la auditoría, Deloitte Audit Romania informó que la configuración del servidor al 30 de junio de 2022 cumplía con la política de privacidad interna y no estaba destinada a identificar a los usuarios o sus actividades.